# Палац Розумовського (Глухів)
Глухівський палац Розумовського — гетьманський палац, зведений у 1748–1750 роках, у передмісті Глухова Веригине. Свого часу був будівлею, що добре охоронялася. До кінця так і не був добудований. У 1784 році знищений вогнем.

## Історія
Див. також: Історія Глухова.
23 травня 1748 року в Глухові сталась пожежа, яка за лічені години знищила майже всю міську забудова та більшість укріплень. Указом Сенату від 28 червня 1748 року передбачалося вперше в Україні відбудувати місто за єдиним регулярним планом із прямими вулицями та провулками.
Відбудовувати Глухів по запрошенню Кирила Розумовського прибув архітектор з Санкт-Петербургу Андрій Квасов, який разом з Іваном Мергасовим розробили у 1748 році план Глухова — проект гетьманських «палат італійської архітектури» в стилі бароко і керували подальшою забудовою міста. Передбачалося, що окрасою столиці стане гетьманський палац. Згідно з планом у місті було споруджено церкву, два пансіоната для дітей шляхетства, бібліотеку, оперу, а у передмісті Глухова Веригіні — палац гетьмана.
3 жовтня 1748 року правління Сенату при Генеральній Військовій Канцелярії шукало перевізників плитового соснового та дубового лісу і ратних майстрів для будівництва гетьманського будинку в Глухові. Військовий товариш Леонтій Шликевич замовив у Ларіона Чапліна з Новгорода-Сіверського будівельний ліс: соснових колод тисячу трьохсажневих, двісті брусів соснових чотирьохсажневі, тесу соснового трьохсажневого триста. Після оплати весь необхідний ліс чекав на Пирогівський пристані річки Десна. Для гетьманського будинку на 17 покоїв було необхідно, окрім соснового лісу, ще ялинкові колоди та гвіздки. Вороніжському сотнику Холодовичу наказували знайти людей, щоб до холодів витягнути необхідний ліс з річки Десна. Архітектор Гезель Іван Мергасов звернувся до Канцелярії міністерського правління з проханням надати інформацію про матеріали для фундаментів палацу, амбару, конюшні, кухні, сараїв та інших служб чи будуть фундаменти кам'яними або дерев'яними. Також Мергасов просив заготовити заздалегідь дошки соснові для підлоги та стелі довжиною 5 та 6 сажнів, завтовшки 8 вершків. Для полегшення транспортування деревину необхідно було обробити на місці заготівлі. Леонтій Шликевич, згідно кошторису архітектора, поїхав на Стародубщину на пошуки необхідного будівельного лісу, як готового так і в пущах Шептаківської волості. Необхідна деревина була віднайдена у володіннях війта Федора Завадського, війта Матвія Красногорського та в Шептаківській пущі, яка належала архімандриту Чернігівського Троїцького монастиря. Всі власники погодилися продати ліс для потреб гетьманського будівництва.
Згідно кошторису для фундаменту палацу було необхідно п'ятдесят тисяч добрих цеглин, дикого каменю десять сажнів, вапна триста четвертин, піску сім сажнів. Найчистіше віконне скло сім на шість вершків завширшки тисяча п'ятсот штук. Дрань під шпаклівку. Для прибивання шпалер гвіздків 50 тисяч. Для прибивання драні під штукатурку гвіздків 130 тисяч. В гетьманські покої вісім печей з чистих художніх кахлів. Печей з білими кахлями декорованими по краях різнокольоровими смужками десять. Для кріплення печей замовили залізний дріт, мідні та олов'яні петлі. Для покрівлі даху використали «сибірське залізо», для шпаклівки стелі алебастру. Для фарбування гетьманських покоїв замовили фарбу російську Бакану, білила, крейду, конопляну олію. Художні кахлі придбали в Калузі, а прості зелені та білі у місцевих майстрів.
Наприкінці квітня 1749 року Генеральна військова канцелярія вирішила залучити для розчистки будівельної ділянки та копання котловану під фундаменти будинку гетьмана колодників з наглядачами, які мали отримувати заробітну платню та харчування. 29 теслярів з слобід розкольників зобов'язали з'явитися в Глухів для будівництва, але частину з них замінили на місцевих майстрів. Архітектор Мергасов визнав земельну ділянки для будівництва палацу, де раніше знаходився маєток колишнього гетьмана, непридатною з багатьох причин: замало місця, наближеність до земельного валу фортеці, сусідство з садибами обивателів війта глухівського Гаврила Яковлева, Матвія Шапочнікова, Івана Красовського, Михаїла Кравця, двір підсусідків бунчукового товариша Оболонського, попа Троїцького Павла Андрієва, які здійснили забудову хаотично без врахування регулярної сітки вулиць та протипожежних інструкцій, поганий під'їзд для карет та розміщення господарських споруд. Навіть додавши до маєтку гетьмана сусідню ділянку де знаходилася дерев'яна Анастасіївська церква та територію до вулиці між Путивльськими та Білополівськими воротами, місце під будівництво визнали не зручним. Було запропоновано шукати інше просторе місце під будівництво.
У травні 1749 році архітектор Іван Мергасов помітив ще одну перепону на шляху будівництва палацу. На визначеній ділянці після пожежі 1748 року вціліли аварійні кам'яні своди палатки над великим цегельним погребом. Перевикористати старі підвали для палацу було небезпечно, тим паче планували спорудити будинок гетьмана на підвалах з каменю. В липні цього року починають пошук ковалів та майстрів по різці віконного скла. У жовтні архітектор Іван Мергасов попросив накрити старі цегельні фундаменти дранью чи соломою для захисту від руйнування.
З квітня по травень 1749 року тривав розбір залишків аварійної кам'яниці. В лютому 1750 року розпочали пошук столярів для роботи з дверима, віконними рамами, наличниками. В березні 1750 року архітектор Гезель Іван Мергасов доповідав про готовність відновити будівельні роботи, бо зібралися всі необхідні майстри. Для земельних робіт задіяно невільників з Глухівського острогу.
У травні 1750 року архітектор Мергасов вкотре розвінчав як помилкову ідею Генеральної військової канцелярія (висунуту ще в 1748 році) перевикористати старе підвальне приміщені колишньої резиденції гетьманів для підмурків палацу Розумовського. Найбільший довід, що старі підвали, навіть укріплені стовпом, не змогли б витримати нові своди.

У листопаді 1750 року будівництво палацу в Глухові було завершено. В доповіді бунчукового товариша Івана Дяковського про купівлю солодкого червоно та білого вина в малих скляних пляшках для дегустації гетьману Кирилу Розумовському, знаходимо такі відомості: до прибуття гетьмана в Глухів його хороми старанням прелесни, теплі та крепко зроблені, стільці, столи дзеркала будуть згодом надіслані.
У вересні 1751 році отаман глухівський Іван Янович та генеральний підскарбій Михайло Скоропадський підготували кошторис на закупівлю в глухівських лавках матеріалів для дрібного ремонту та ілюмінації будинку гетьмана. Придбали фарби, лаки, золото малярне, гвіздки, гачки для печей, залізний дріт, дверні замки, різноманітні тканини, позумент золотий, листову жесть, конопляну олію. У жовтні 1751 року здійснили закупівлю матеріалів та оплатили роботи по лагодженню каретного сараю. Придбано гвіздки, дрань, лати, стропила. Крім того, для кам'яного погребу шість пар завісів з гвіздками, ціпками та двері; для хлібного амбару та поварні дубові стовпи та дрань. Також у вересні 1751 року бунчуковий товариш та господар замку Гадяцького Григорій Богданович доповідав раднику Григорію Теплову про щомісячні поставки припасів із замку до будинку гетьмана в Глухові, як було заведено та підтверджено універсалами гетьманів Івана Скоропадського та Данила Апостола.

## Опис
Нова споруда, хоча й буда дерев'яною, але не повинна була поступатися петербурзьким і московським. Зразком для гетьманського палацу слугував палац у селі Перові під Москвою, запроєктований царським придворним архітектором Варфоломієм Растреллі.
| Планування Глухова XVIII століття збереглося й донині та легко впізнається в сучасних візерунках, утворених вулицями, площами, скверами та парками теперішнього міста.[5] |
Дерев'яний палац належав до стилістики європейського бароко, а конкретніше — до його динамічного напрямку, до якого тяжіла творчість Франческо Бартоломео Растреллі, на яку взорувався Андрій Квасов, проектуючи цю споруду. В будівлі давали бенкети, влаштовували бали, концерти, ставили трагедії Шекспіра і комедії Мольєра, пасторалі, діяв балет. Також тут виступали оперні співаки з Італії і повсюди звучала музика. В палаці, як реліквія, зберігався одяг, в якому юний Розумовський пас худобу — гетьман любив показувати ці лахміття високим гостям.
При глухівському гетьманському дворі була чудова бібліотека, відкрився театр в якому розпочався шлях у велике мистецтво багатьох акторів і співаків, зокрема Г. Головні та М. Полторацького, збудована припалацова церква, була відкрита співацька школа.
Палац Розумовського охороняла кінна гвардія в гарній зеленій формі.